# Изгонване на евреите от Португалия
Изгонването на евреите от Португалия се осъществява въз основа на кралски декрет от 5 декември 1496 г. Изгонени са също и мюсюлманите. Цял набор от закони демонстрира желанието на краля напълно и завинаги да изкорени юдейството от Португалия.
Повечето португалски евреи (хиляди хора) напускат страната и се заселват в Амстердам, Солун, Константинопол, Франция, Мароко, Бразилия, Кюрасао и Антилите. В някои от тези места тяхното присъствие все още е осезаемо – примери са употребата на езика ладино от еврейските общности в Турция, диалекти въз основа на португалския в Антилите, многобройни синагоги, построени от станалите известни като испански и португалски евреи (напр. Португалската синагога в Амстердам).